# Dorin Alexandrescu

## Dorin Alexandrescu
Dorin Alexandrescu, născut la 1 mai 1961, este actualul primar al municipiului Dorohoi din judetul Botoșani.
1. Acesta a urmat studiile la Institutul Politehnic Iași, Facultatea de Mecanică.
2. Experiență:

- 1981-1985 - INGINER PROIECTANT S.C. IMUDO S.A. DOROHOI
- 1986-1987- ȘEF ATELIER PROIECTARE S.C. IMUDO S.A. DOROHOI
- 1987-1990 - ȘEF SECȚIE S.C. IMUDO S.A. DOROHOI
- 1990-1997 - DIRECTOR TEHNIC S.C. IMUDO S.A. DOROHOI
- 1997-2004 - ADMINISTRATOR S.C. M.D.P. S.R.L. DOROHOI
- 2004-2008 . VICEPRIMAR AL MUNICIPIULUI DOROHOI
- 2008-prezent . PRIMAR AL MUNICIPIULUI DOROHOI

1. Activitate politică:
  - președintele organizației PSD DOROHOI